# Рудня-Николаевка
Ру́дня-Никола́евка (укр. Рудня-Миколаївка) — село в Новоград-Волынском районе Житомирской области Украины. До 19 июля 2020 года входило в состав Емильчинского района.
Код КОАТУУ — 1821784204. Население по переписи 2001 года составляет 191 человек. Почтовый индекс — 11210. Телефонный код — 4149. Занимает площадь 2,11 км².

## История
В 1946 году указом ПВС УССР село Рудня-Мяколовичи переименовано в Рудню-Николаевку.